# Діррахій (фема)
Фема Діррахій (грец. Θέμα Δυρραχίου) — військово-адміністративна одиниця Візантійської імперії (фема), яка розташовувалась на Балканському півострові (сучасна Албанія). Отримало назву за містом Діррахій. Утворено на початку IX ст. Припинила існування 1205 року внаслідок захоплення венеційцями та Епірським деспотатом.

## Історія
З VII ст. область навколо Діррахіума як найбільша територія стародавнього Іллірику опинилася під владою слов'янських племен. Втім, вважається, що саме місто зберегло самостійність, можливо, визнавала зверхність Візантійців та слов'ян, яким платила данину. В цей час найбільшу вагу мали архонти. В VIII ст. влада Візантії стає номінальною. Лише після успішних походів імператора Костянтина V сюди повертаються візантійські залоги. На думку низки дослідників, можливо, входила до складу феми Кефалонія.
Саму фему було утворено на початку IX ст. — імператорами Никифором I або Ставракієм. Проте з огляду на віддаленість і найменшу захищеність від Болгарського царства організаційне оформлення феми тривало до 830-х років. У 840-х роках територія феми діррахій поширилася уздовж узбережжя Адріатичного моря. Під час тривалих війн з болгарами відігравала важливу роль у наступі візантійців на суперника з західного флангу. Втім, протягом першої половини X ст. більша частина феми опинилася під владою Болгарського царства. Напевне, саме місто Діррахій стало сплачувати данину. З кінця 990-х років Діррахій опинився під владою Болгарії. У 1005 році візантійські війська відвоювали місто та відновили фему.
Після підкорення Болгарії у 1018 році за рішення імператора Василя II з феми Діррахій виокремлено фему Дрінополь. У 1040 році частина фемних військ на чолі з Тихомиром підтримала болгарське повстання Петра Деляна, яке було придушено у 1041 році.
Внаслідок остаточної втрати володінь на півдні Італії фема перетворюється на важливий центр у торгівлі з Італією та країнами Адріатичного моря, звідси тяглася Егнатієва дорога до Фессалонік. Водночас тут зводяться численні фортеці, оскільки Візантії стали загрожувати нормани, що утворили в Апулії та на Сицилії власну державу. Економічні можливості та військова потуга спонукала очільників феми повставати проти слабкого імператорського уряду протягом 1070-х років, але заколоти Никифора Бриєннія Старшого та Никифора Василакі було придушено.
У 1081 році у битві при Діррахії імператор Олексій I зазнав нищівної поразки від норманів, внаслідок чого ті захопили фему, а саме місто Діррахій — 1082 року. її вдалось повернути під владу імперії лише у 1083 році. З цього часу вона стає однією із значущих в обороні балканських володінь Візантії. Дукси Діррахія контролювали володіння імперії до Далмації, опікуючись збереженням контролю Візантії над Дуклею. Звідси здійснювалися спроби відновити владу в південній Італії за часів імператора Мануїла I, але невдало.
Слідом за поваленням династії Комнінів починається послаблення імперії, що призвело до численних повстань й заколотів. При цього знову активізуються спроби Сицилійського королівства норманів захопити узбережжя Балкан. У 1204 році внаслідок захоплення учасниками Четвертого хрестового походу Константинополя, візантійська імперія розпалася. Вже у 1205 році архонти міста Діррахій здали його Венеційській республіці, а більшу територію феми захопив Епірський деспотат. У 1256, 1291 і 1297 роках візантійці відвойовували Діррахій, проте утримати його на тривалий термін уже не могли.

## Адміністрація
Межа феми практично відповідає сучасним володінням Албанії уздовж Адріатичного моря. Центром було місто Діррахій. На чолі стояв стратег, що отримував щорічну зарплатню у 12 лібрів золота. Йому підпорядковувалося 2 тис. вояків. З часів імператора Василя II впроваджується практика призначення дуки, остаточно посада дуки замінила посаду стратега за імператора Костянтина IX Мономаха.

## Відомі очільники
- Лев Рабдукс (917—918)
- Микита Пігоніт (1018)
- Євстафій Дафномел (1018—1029)
- Михайло (1042—1045)
- Лев Перен (1064—1066)
- Маврекс (1066—1073)
- Никифор Бриєнній Старший (1074—1076)
- Никифор Василакі (1077—1078)
- Никифор Палеолог (1081)
- Іоанн Дука (1085—1092)
- Іоанн Комнін (1092—1105)
- Григорій Пакуріан Молодший (1105)
- Олексій Комнін (1105—1110)